# Pontomalota terminalia
Pontomalota terminalia är en skalbaggsart som beskrevs av Kee-Jeong Ahn och Ashe 1992. Pontomalota terminalia ingår i släktet Pontomalota och familjen kortvingar. Inga underarter finns listade i Catalogue of Life.